# Pedro de Lorca
Pedro de Lorca (* 1560/61 in Belmonte; † 26. Dezember 1612 in Alcalá de Henares (?)) war ein spanischer Zisterzienser und scholastischer Theologe. Lat. Petrus Guerra de Lorca.

## Leben
Pedro de Lorca, in Belmonte (Cuenca) geboren, trat im Alter von sechzehn Jahren in das Kloster Valbuena (Valladolid) ein. Er war zweimal Abt des Kollegs von Alcalá und Generalreformer der spanischen Zisterzienserkongregation in den Jahren 1605 bis 1608. Er war der erste Professor, den die Kongregation von Kastilien am Kolleg von Salamanca hatte, und wechselte später an die Universität von Alcalá, wo er als einer der bedeutendsten Theologen glänzte. Seine Arbeiten zur Summa theologica des hl. Thomas von Aquin waren bei den Dominikanern sehr geschätzt. Er starb 1612 im Alter von 52 Jahren.

## Werke
- Commentaria et disputationes in vniuersam primam secundae sancti Thomae. Compluti [Alcalá de Henares] : Ex officina Ioannis Gratiani …, 1609
- Catecheses Mystagogicae pro aduenis ex secta Mahometana.  Matriti : apud Petrum Madrigal, 1586